# Le Docteur Miracle

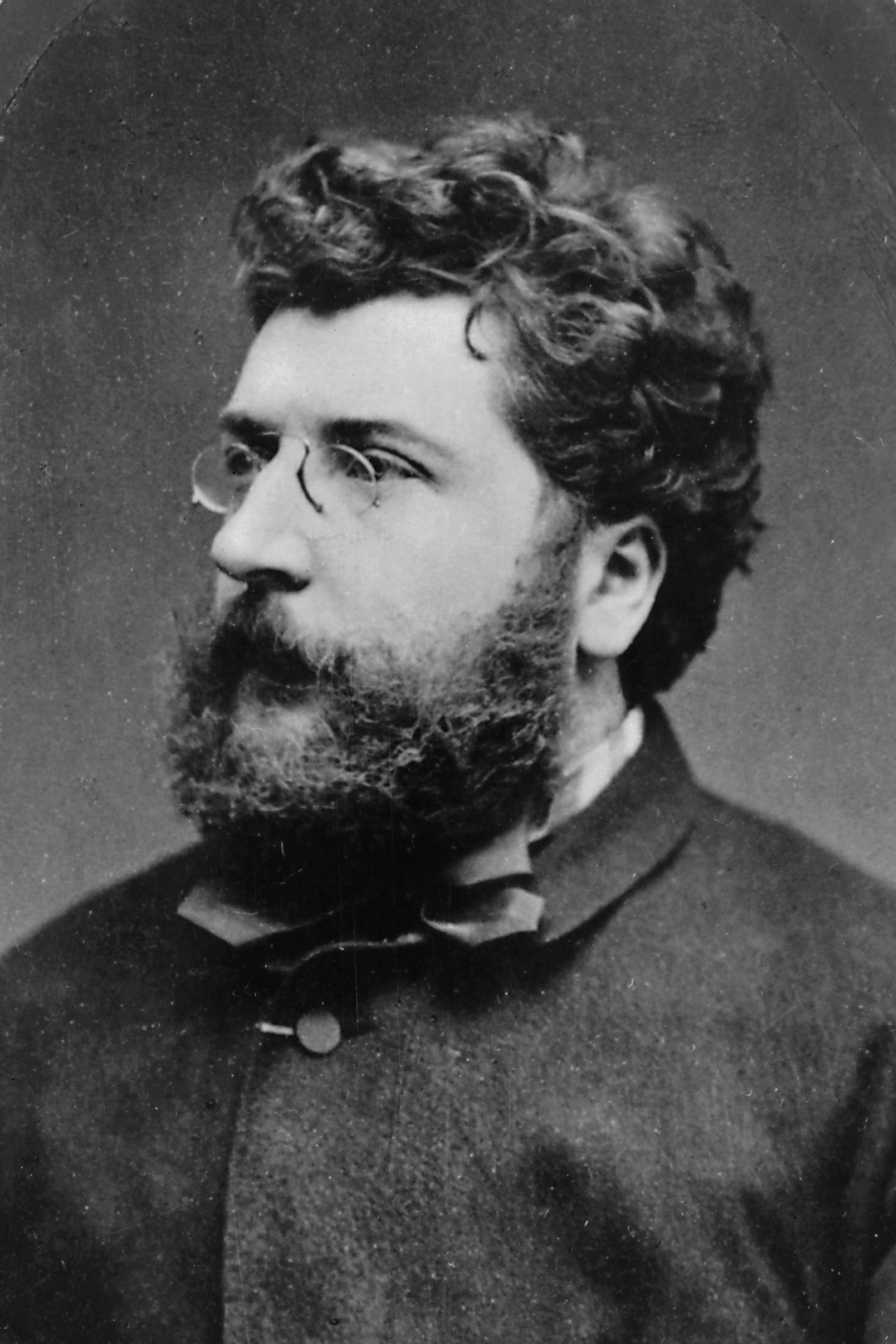
Georges Bizet

Le Docteur Miracle (Doktor Mirakel) är en operett i en akt med musik av Georges Bizet och libretto av Léon Battu och Ludovic Halévy efter farsen St Patrick's Day (1775) av Richard Brinsley Sheridan. Le Docteur Miracle komponerades av Bizet vid 18 års ålder.

## Historia
I augusti 1856 utlyste tonsättaren Jacques Offenbach en tävling att komponera en operett med syfte att göra reklam för och bredda repertoaren hos teatern Bouffes-Parisiens i Paris, som han innehade då. Tävlingen var öppen för alla som inte hade fått något verk uppfört på Parisoperan eller Opéra-Comique och förstapriset var att få verket uppfört på Offenbachs teater. Efter en första utgallring bland 78 kandidater återstod sex finalister, vilka ålades att komponera musik till librettot skrivet av Léon Battu och Ludivic Halévy efter Sheridans fars. Bland finalisterna fanns Bizet som förut bara hade komponerat några sånger, en symfoni och en icke-uppförd opera (La maison du docteur). Trots detta vann Bizet den 29 december 1856 förstapriset, bestående av en prissumma på 600 franc och en guldmedalj, tillsammans med Charles Lecocq. De båda verken hade premiär den 8 april (Lecocq) och den 9 april (Bizet) 1857 på Bouffes-Parisiens i Paris med Offenbach som dirigent. Operetterna uppfördes vardera elva gånger innan de föll i glömska.

## Personer
- Domaren (baryton)
- Laurette, hans dotter (sopran)
- Véronique, hans hustru (mezzosopran)
- Kapten Silvio/Pasquin/Doktor Miracle (tenor)

## Handling
Domaren i Padua misstänker att dottern Laurettes friare, kapten Silvio, har fört oväsen på stadens torg tidigt en morgon. Han upptäcker att det är en kringresande charlatan som kallar sig doktor Mirakel, som i själva verket är den förklädde Silvio. Efter att ha jagat bort bedragaren anställer domaren en ny tjänare, Pasquin som påstår sig hata alla soldater. Pasquin kommer därför vara den ideale beskyddaren för Laurette tills hon ska giftas bort med den lokale apotekaren. Pasquin är än en gång Silvio som klätt ut sig. Tjänaren tillreder en omelett som smakar och doftar så hemskt att bara domaren kan förmå sig att äta upp den ("Omelett-kvartetten"). Medan han och hustrun Véronique tar en promenad avslöjar "Pasquin" vem han är för Laurette. De beslutar att fly men just då kommer domaren tillbaka. Han känner igen Silvio och kör ut honom. Efter en kort stund anländer ett telegram från Silvio där han avslöjar att omeletten var förgiftad. Lyckligtvis är dr Mirakel fortfarande kvar i stan och familjen sänder bud efter honom. Doktorn anländer och behandlar domaren men begär att få Laurette som betalning. Domaren och Laurette går med på detta och Silvio demaskerar sig ännu en gång. Han förklarar att förgiftningen var en bluff. Véronique övertalar domaren att ge upp vad han inte kan förhindra och alla prisar dr Mirakel och kärlekens mirakel.